# كوركي ميلر
كوركي ميلر (بالإنجليزية: Corky Miller) هو لاعب كرة قاعدة أمريكي، ولد في 18 مارس 1976 في يوكيبا في الولايات المتحدة.

## وصلات خارجية
- كوركي ميلر على موقع دوري كرة القاعدة الرئيسي (الإنجليزية)
- كوركي ميلر على موقعبيزبول رفرنس.كوم (الدوري الرئيسي) (الإنجليزية)
- كوركي ميلر على موقعبيزبول رفرنس.كوم (الدوري الثانوي) (الإنجليزية)
- كوركي ميلر على موقع إي إس بي إن.كوم (أم.أل.بي) (الإنجليزية)
- كوركي ميلر على موقع مشجعي الرسوم البيانية (الإنجليزية)